# Roberto Chiacig
Roberto Chiacig (nacido el 01 de diciembre de 1974 (50 años) en Cividale del Friuli, Italia)  es un jugador italiano de baloncesto. Con 2.10 de estatura, juega en la posición de ala-pívot.

## Equipos
- Pallacanestro Treviso
- 1994-1995  Petrarca Padova
- 1995-1996  Pallacanestro Treviso
- 1996-1997  AEK Atenas
- 1997-1999  Fortitudo Bologna
- 1998-1999 Pallacanestro Reggiana
- 1999-2000 Montecatini S.C.
- 2000-2006 Mens Sana Siena
- 2006-2007  Pamesa Valencia
- 2006-2007 Virtus Roma
- 2007-2009 Virtus Bologna
- 2009-2011 Scafati Basket
- 2011-2012 Pallacanestro Reggiana
- 2012 Pallacanestro Biella
- 2013 Costone Siena
- 2013 Fortitudo Agrigento
- 2013-2014 Scafati Basket
- 2014-2015 Mens Sana Siena
- 2015 Pallacanestro Virtus Cassino
- 2015-2016 Basket Orzinuovi
- 2016-2017  Cus Jonico Taranto
- 2017- Libertas Livorno

## Palmarés
- 1997-98 Copa de Italia. Fortitudo Bologna.
- 2001-02  Copa Saporta. Mens Sana Siena.
- Lega Basket Serie A (2004)